# Eric Idle
Eric Idle (South Shields, Inglaterra, 29 de marzo de 1943) es un actor, letrista, guionista, dramaturgo, humorista y músico británico, miembro del grupo de comedia Monty Python, miembro de The Rutles y autor del musical de Broadway Spamalot. Fue el principal compositor del grupo, con canciones como Always Look on the Bright Side of Life, Galaxy Song o The Meaning of Life, que gozaron de gran popularidad. Después del triunfo de los Monty Python, se dedicó a la radio y la televisión, apareciendo en programas como Saturday Night Live. También apareció en numerosas películas ejerciendo el trabajo de actor de voz o narrador, en papeles como Merlín en Shrek tercero o de Waddlesworth en 102 dálmatas.

## Biografía

### Primeros años
Eric Idle nació en Harton, cerca de South Shields en el condado de Durham, al cual su madre había sido evacuada desde el noroeste de Inglaterra durante la guerra. Su madre, Norah Barron (Sanderson), era enfermera y su padre, Ernest Idle, sirvió en la Royal Air Force durante la Segunda Guerra Mundial, pero murió en un accidente haciendo autostop poco después de la guerra. Su madre tuvo dificultades para hacer frente a un trabajo a tiempo completo y educar a un niño, así que cuando Idle tuvo siete años, lo matriculó en la Royal Wolverhampton School como internado. En este momento, la escuela era una fundación caritativa dedicada a la educación y el mantenimiento de los niños que habían perdido uno o ambos padres. Idle citó esta etapa como: "un ambiente físicamente abusivo, intimidador y duro para que un niño creciera. Me acostumbré a tratar con grupos de niños y seguir adelante con la vida en circunstancias desagradables y ser inteligente, divertido y subversivo respecto la autoridad. Un entrenamiento perfecto para Python".
Idle declaró que las dos cosas que hacían que su vida fuera soportable eran escuchar a Radio Luxembourg bajo las sábanas y ver al equipo de fútbol local, Wolverhampton Wanderers. A pesar de esto, no le gustaban otros deportes y se escapaba de la escuela todos los jueves por la tarde al cine local. Idle finalmente fue capturado viendo la película de adultos BUtterfield 8 (apta para audiencias mayores a 16 años según las normas contemporáneas a la película) y despojado de su prefectura, aunque por ese tiempo era estudiante jefe. Idle ya se había negado a ser un estudiante sénior en el cuerpo de cadetes escolares, ya que apoyaba la Campaña para el Desarme Nuclear y había participado en la marcha anual de Aldermaston. Idle sostiene que había poco que hacer en la escuela, y el aburrimiento lo llevó a estudiar mucho y consecuentemente ganarse un lugar en la Universidad de Cambridge.

### Carrera

#### Pre-Python (1965-1969)
Después de algunos viajes, como uno a Berlín en 1963, donde vio al presidente John F. Kennedy y que le inspiraría para componer Rainy day in Berlin, Idle asistió al Pembroke College, Cambridge, donde estudió filología inglesa. En Pembroke, fue invitado a unirse al prestigioso Club Footlights de la Universidad de Cambridge por su presidente, Tim Brooke-Taylor, y Bill Oddie, miembro del club Footlights.
Idle comenzó en Cambridge solo un año después de sus futuro compañeros Graham Chapman y John Cleese. Fue elegido presidente de Footlights en 1965 y fue el primero en permitir que las mujeres se unieran al club. Idle protagonizó la serie de comedia de televisión infantil Do Not Adjust Your Set coprotagonizada por sus futuros compañeros Terry Jones y Michael Palin. Terry Gilliam proporcionaba por aquel entonces animaciones para el show. El reparto también incluía a los actores cómicos David Jason y Denise Coffey. Idle también apareció como invitado en algunos episodios de la serie de televisión At Last the 1948 Show, que co-presentaban Cleese y Chapman.

#### Monty Python (1969-1983, 2014)

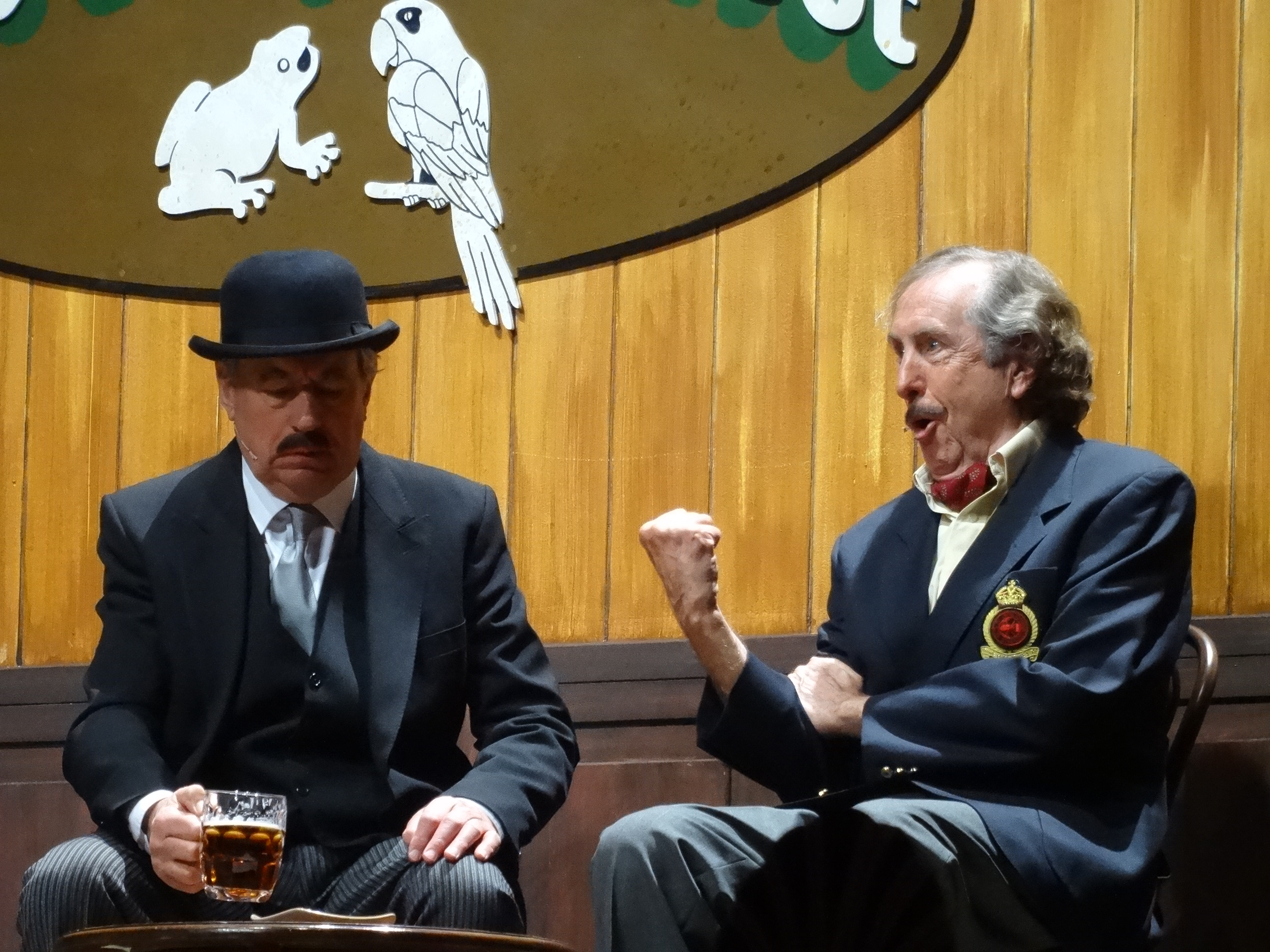
Idle representando junto a Terry Jones el sketch "Nudge, Nudge", en Monty Python Live (Mostly).

Idle escribió para la Monty Python en su mayoría por sí mismo, a su propio ritmo, aunque a veces le resultaba difícil tener que presentar material a los demás y hacer que pareciera divertido sin el respaldo de un compañero. Los otros Pythons generalmente trabajaban en equipos y Cleese admitió que eso era un poco injusto —cuando los Pythons votaban qué gags debían aparecer en el show, «él (Idle) solo obtenía un voto»—. Sin embargo, también destacó que Idle era una persona independiente y trabajaba mejor por su cuenta. El propio Idle admitió que era a veces difícil: «Tenías que convencer a otros cinco. Y tampoco eran los menos egoístas de todos los escritores».
El trabajo de Idle en Monty Python se caracteriza a menudo por una obsesión con el lenguaje y la comunicación: muchos de sus personajes tienen peculiaridades verbales, como el hombre que habla en anagramas, el hombre que dice palabras en el orden equivocado y el carnicero que alterna entre grosería y cortesía cada vez que habla. Algunos de sus gags incluyen monólogos extensos (por ejemplo, el cliente del gag de la agencia de viajes, que no deja de hablar de sus experiencias desagradables durante las vacaciones), y frecuentemente se burla del lenguaje y los clichés de los presentadores de televisión. A diferencia de Palin, se dice que Idle es el maestro de personajes insinceros, desde el arquetipo de David Frost, Timmy Williams, hasta el pequeño timonel Stig O'Tracy, que trata de negar el hecho de que el capo del crimen organizado Dinsdale Piranha le ha clavado su cabeza al suelo.
Siendo el segundo miembro más joven de los Pythons, Idle era el más cercano en espíritu a los estudiantes y los adolescentes que componían la base de los Python. Los gags de la Monty Python que tratan la mayoría de las obsesiones contemporáneas como la música pop, la permisividad sexual y las drogas recreativas suelen ser trabajo de Idle, a menudo caracterizado por doble sentido, referencias sexuales y otros temas "traviesos", siendo el ejemplo más destacado el sketch "Nudge, Nudge". Idle escribió originalmente "Nudge, Nudge" para Ronnie Barker, pero fue rechazado porque no había "gracia en las palabras".
Siendo un guitarrista competente, Idle compuso muchos de los números musicales más famosos del grupo, entre ellos "Always Look on the Bright Side of Life", el número final de Life of Brian, que creció hasta convertirse en una melodía propia de los Python. Fue responsable de la canción "Galaxy Song" de The Meaning of Life y Eric the Half-a-Bee, una melodía que apareció por primera vez en el álbum Previous Record.

#### Post-Python (1973-presente)

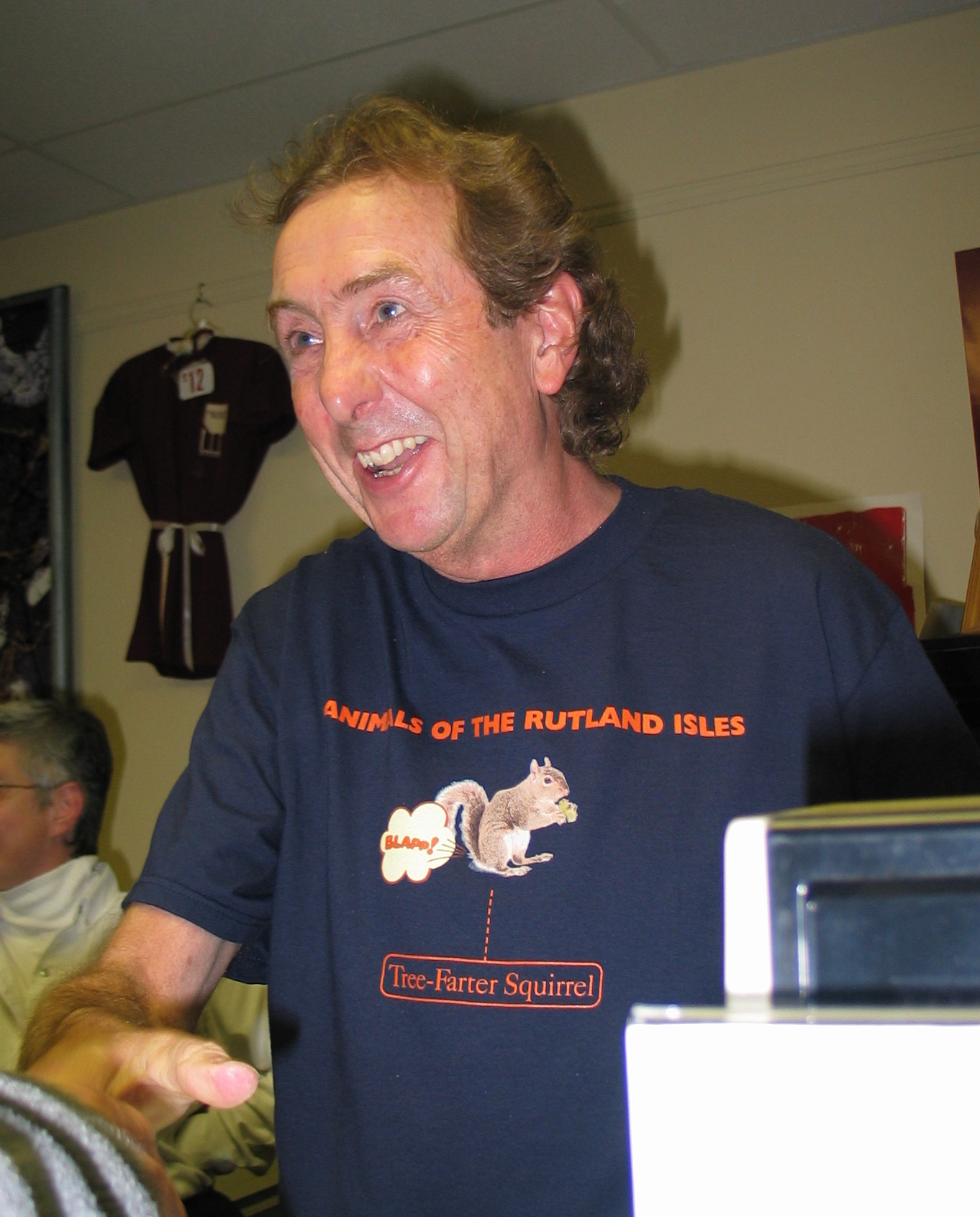
Idle firmando autógrafos en 2003.

Después del éxito de la Monty Python en la década de 1970, los seis miembros persiguieron proyectos en solitario. El primer trabajo en solitario de Idle fue su propio programa de BBC Radio One, Radio Five. Funcionó por dos temporadas a partir de 1973 a 1974 e incluía a Idle realizando sketches y recreaciones de canciones, con él interpretando casi todas las piezas.
En televisión, Idle creó Rutland Weekend Television (RWT), un programa de gags en la BBC2, escritos por él mismo, con música de Neil Innes. RWT era "la red de televisión más pequeña de Gran Bretaña". El nombre era una parodia de London Weekend Television, el contratista independiente de franquicias de televisión que proporcionaba a los londinenses sus servicios de ITV los fines de semana; Rutland había sido el condado más pequeño de Inglaterra, que había sido recientemente "abolido" en una decisión administrativo. Para completar la broma, el programa apareció un día laborable. Otros artistas recurrentes fueron David Battley, Henry Woolf, Gwen Taylor y Terence Bayler. George Harrison hicieron una aparición en un episodio.
Un legado de RWT fue la creación, con Innes, de The Rutles, una parodia afectuosa de los Beatles. La banda se convirtió en un fenómeno popular, especialmente en los Estados Unidos, donde Idle aparecía en Saturday Night Live. Los fanes incluso cambiaban las portadas de los LPs de los Beatles con portadas alteradas para mostrar a los Rutles. En 1978, la película documental de The Rutles All You Need Is Cash, una colaboración entre miembros de la Monty Python y Saturday Night Live, fue transmitida en la televisión NBC, escrita por Idle, con música de Innes. Idle apareció en la película como "Dirk McQuickly" (unpersonaje al estilo de Paul McCartney), así como el comentarista principal, mientras que Innes apareció como "Ron Nasty" (el John Lennon de la banda). Algunos actores que aparecieron en la película incluyeron a miembros de Saturday Night Live como John Belushi, Bill Murray o Gilda Radner, así como su compañero Michael Palin, pero también músicos reales de los años 60, como el ex-Beatle George Harrison, o Mick Jagger y Paul Simon. Idle escribió y dirigió el regreso de The Rutles en 2008 para un show en vivo, Rutlemania!, para celebrar su 30 aniversario. Las actuaciones tuvieron lugar en Los Ángeles y Nueva York con una banda de tributo a los Beatles.
En 1986, Idle dio voz a Wreck-Gar, el líder de los "junkions" (una raza de robots construida a partir de basura que solo puede hablar en citas cinematográficas y eslóganes publicitarios) en Transformers: la película. En 1987, participó en la producción de la English National Opera de la ópera cómica de Gilbert y Sullivan, El Mikado, en la que apareció en el papel de Lord High Executioner, Ko-Ko. En 1989, apareció en la serie de televisión estadounidense Nearly Departed, sobre un fantasma que perseguía a la familia que habitaba su antigua casa. La serie duró seis episodios como una serie de reemplazo de verano.
Idle recibió buenas críticas en proyectos escritos y dirigidos por otros, como Las aventuras del barón Munchausen (1989) de Terry Gilliam, junto con Robbie Coltrane en Nuns on the Run (1990) y Casper (1995). También interpretó a Ratty en la versión de Terry Jones de El viento en los sauces (1996). Sin embargo, sus propios proyectos creativos, como la película Splitting Heirs (1993), una comedia que escribió, protagonizó y produjo ejecutivamente, fueron en su mayoría infructuosos entre la crítica y el público.

Idle con su guitarra en 2012.

En 1994, apareció como el Dr. Nigel Channing, presidente del Instituto de Imaginación y anfitrión de un premio de "Inventor del Año" en la película cuatridimensional Cariño, he encogido al público, que consistía en una atracción en Walt Disney World Resort Epcot desde 1994 hasta 2010 y en Disneyland desde 1998 hasta 2010. La película también protagoniza a Rick Moranis y otros miembros del elenco de la película de 1989 Cariño, he encogido a los niños. En 1999, volvió a interpretar el papel en la segunda versión del viaje "Viaje a la Imaginación" en Epcot, reemplazando a Figment y Dreamfinder como anfitrión. Debido a las quejas de los fanes de Disney, a Figment le fue devuelto el papel. Idle fue también guionista y estrella de la película tridimensional Pirates - 4D para Busch Entertainment Corporation.
En 1995, dobló a Rincewind el "Maggo" en un videojuego de aventuras basado en las novelas de Mundodisco de Terry Pratchett. En 1996, retomó su papel como Rincewind para la secuela del juego, y compuso y cantó su tema, That's Death. En 1998, Idle apareció en el papel principal en la película Burn Hollywood Burn, con críticas bajas. Ese mismo año, también dio voz a Devon, un dragón, en la película animada de Warner Bros., Quest for Camelot y como Slyly el zorro ártico albino en Rudolph the Red-Nosed Reindeer: The Movie.
Durante los últimos años, Idle ha trabajado con personas que lo consideran una gran inspiración, como Trey Parker y Matt Stone en South Park: Bigger, Longer & Uncut, en la que dobló al Dr. Vosknocker. También ha hecho tres apariciones en Los Simpson como el famoso documentalista Declan Desmond, hasta ahora la única aparición en el espectáculo de un Python. De 1999 a 2000, interpretó a Ian Maxtone-Graham en la sitcom de la NBC Suddenly Susan. También actuó como narrador de la versión de audionovela de Charlie y la fábrica de chocolate de Roald Dahl y Waddlesworth el loro en 102 dálmatas y el videojuego del mismo nombre.
A finales de 2003, Idle comenzó una gira por varias ciudades estadounidenses y canadienses titulada The Greedy Bastard Tour. Las actuaciones de la etapa consistieron en gran parte en música de episodios y películas de la Monty Python, junto con un cierto material original post-Python. En 2005, Idle lanzó The Greedy Bastard Diary, un libro que detalla las cosas que el elenco encontraron durante la gira de tres meses. En 2004, Idle creó Spamalot, una comedia musical basada en la película de 1975 Los caballeros de la mesa cuadrada y sus locos seguidores. La producción está basada en el Medievo y cuenta la historia del Rey Arturo y sus Caballeros de la Mesa Redonda mientras viajan en su búsqueda del Santo Grial. Tanto el libreto como la letra de Spamalot es de Eric Idle, la música de Idle y John Du Prez, la dirección de Mike Nichols y la coreografía de Casey Nicholaw. Ganó el Tony al Mejor Musical.
Más recientemente, Idle dio voz a Merlin el mago en la película de animación de DreamWorks Shrek tercero (2007) con su antiguo compañero de la Monty Python, John Cleese, que doblaba al Rey Harold. La obra Idle What About Dick? fue escenificada en dos representaciones públicas en Hollywood el 10 y el 11 de noviembre de 2007. El reparto incluía a Idle, a Billy Connolly, Tim Curry, Eddie Izzard, Jane Leeves, Emily Mortimer, Jim Piddock y Tracey Ullman. La obra volvió el 26 y el 29 de abril de 2012 en el Teatro Oprheum con la mayoría del reparto anterior con la excepción de Emily Mortimer que fue sustituida por Sophie Winkleman. Russell Brand también se unió al reparto. La obra se dejó a disposición para descarga digital el 13 de noviembre de 2012.
Eric Idle apareció como invitado en la ceremonia de clausura de los Juegos Olímpicos de Londres 2012 en el Estadio Olímpico de Londres el 12 de agosto, interpretando Always Look on the Bright Side of Life. Idle también fue el creador y director del show en vivo "Monty Python Live (Mostly) - One down, Five to go", que tuvo lugar en el O2 Arena de Londres entre el 1 y el 20 de julio de 2014. En diciembre de 2016 Idle fue el escritor y copresentador de The Entire Universe, una "comedia y extravagancia musical" con la ayuda de Warwick Davis, Noel Fielding, Hannah Waddingham y Robin Ince, junto a un coro de cantantes y bailarines, transmitido por BBC Two.

## Filmografía

### Cine
| Año  | Título                                    | Papel                                              | Notas                                            |
| ---- | ----------------------------------------- | -------------------------------------------------- | ------------------------------------------------ |
| 1971 | Se armó la gorda                          | Varios papeles                                     | También guionista                                |
| 1975 | Monty Python and the Holy Grail           | Varios papeles                                     | También guionista                                |
| 1979 | Monty Python's Life of Brian              | Varios papeles                                     | También guionista                                |
| 1982 | Monty Python Live at the Hollywood Bowl   | Varios papeles                                     | Película concierto; también guionista            |
| 1983 | Monty Python's The Meaning of Life        | Varios papeles                                     | También guionista                                |
| 1983 | Yellowbeard                               | Comandante Clement                                 |                                                  |
| 1985 | National Lampoon's European Vacation      | El ciclista                                        |                                                  |
| 1986 | The Transformers: The Movie               | Wreck-Gar                                          | Voz                                              |
| 1988 | The Adventures of Baron Munchausen        | Berthold / Desmond                                 |                                                  |
| 1990 | Monjas a la carrera                       | Brian Hope                                         |                                                  |
| 1990 | Too Much Sun                              | Sonny                                              |                                                  |
| 1992 | Mom and Dad Save the World                | Rey Raff                                           |                                                  |
| 1992 | Missing Pieces                            | Wendel                                             |                                                  |
| 1993 | Splitting Heirs                           | Tommy Patel / Thomas Henry Butterfly Rainbow Peace | También guionista y productor ejecutivo          |
| 1995 | Casper                                    | Paul "Dibs" Plutzker                               |                                                  |
| 1996 | The Wind in the Willows                   | Mr. Rat                                            |                                                  |
| 1998 | An Alan Smithee Film: Burn Hollywood Burn | Alan Smithee                                       |                                                  |
| 1998 | The Secret of NIMH 2: Timmy to the Rescue | Evil Martin                                        | Voz Directamente para vídeo                      |
| 1998 | Quest for Camelot                         | Devon                                              | Voz                                              |
| 1998 | Hercules: Zero to Hero                    | Mr. Parentheses                                    | Voz Directamente para vídeo                      |
| 1998 | Rudolph the Red-Nosed Reindeer: The Movie | Slyly                                              | Voz                                              |
| 1999 | Dudley Do-Right                           | Prospector Kim J. Darling                          |                                                  |
| 1999 | South Park: Bigger, Longer & Uncut        | Dr. Vosnocker                                      | Voz                                              |
| 2000 | 102 dálmatas                              | Waddlesworth                                       | Voz                                              |
| 2002 | Pinocchio                                 | Medoro                                             | Doblaje en inglés                                |
| 2003 | Concert for George                        | Él mismo/ Barbero / Policía montada                | Documental                                       |
| 2003 | Hollywood Homicide                        | El famoso                                          | Cameo                                            |
| 2004 | Ella Enchanted                            | Narrador                                           | Voz                                              |
| 2005 | The Aristocrats                           | Él mismo                                           | Documental                                       |
| 2007 | Shrek tercero                             | Merlín                                             | Voz                                              |
| 2008 | Delgo                                     | Spig                                               | Voz                                              |
| 2014 | Monty Python Live (Mostly)                | Varios papeles                                     | Película concierto; también guionista y director |
| 2014 | The Boxtrolls                             |                                                    | Compositor: "The Boxtrolls Song"                 |
| 2015 | Absolutely Anything                       | Salubrious Gat                                     | Voz                                              |

### Televisión
| Año       | Título                                                                   | Papel                                               | Notas                                                                 |
| --------- | ------------------------------------------------------------------------ | --------------------------------------------------- | --------------------------------------------------------------------- |
| 1967–1970 | No – That's Me Over Here!                                                |                                                     | Cocreador y guionista                                                 |
| 1967–1969 | Do Not Adjust Your Set                                                   | Varios papeles                                      | 27 episodios; también guionista                                       |
| 1969–1974 | Monty Python's Flying Circus                                             | Varios papeles                                      | 45 episodios; también cocreador y guionista                           |
| 1972      | Monty Python's Fliegender Zirkus                                         | Varios papeles                                      | 2 episodios; también co-creator y guionista                           |
| 1975–1976 | Rutland Weekend Television                                               | Dirk McQuickly / Varios papeles                     | 14 episodios; también co-creator y guionista                          |
| 1976–1979 | Saturday Night Live                                                      | Él mismo                                            | 6 episodios                                                           |
| 1978      | All You Need Is Cash                                                     | Dirk McQuickly                                      | Película de televisión; también guionista                             |
| 1981      | Laverne & Shirley                                                        | Derek DeWoods                                       | Episodio: "I Do, I Do"                                                |
| 1982      | Faerie Tale Theatre                                                      | Narrator                                            | Episodio: "The Tale of the Frog Prince"; también director y guionista |
| 1985      | Faerie Tale Theatre                                                      | El flautista de Hamelín                             | Episodio: "The Pied Piper of Hamelin"                                 |
| 1989      | Around the World in 80 Days                                              | Jean Passepartout                                   | 3 episodios                                                           |
| 1989      | Nearly Departed                                                          | Grant Pritchard                                     | 6 episodios                                                           |
| 1991      | One Foot in the Grave                                                    | Mervyn Whale                                        | Episodio: "The Man in the Long Black Coat"                            |
| 1996      | Frasier                                                                  | Chuck                                               | Voz Episodio: "High Crane Drifter"                                    |
| 1998      | Pinky and the Brain                                                      | Pinky's Mom and Dad                                 | Voz Episodio: "The Family That Poits Together, Narfs Together"        |
| 1998–1999 | Hercules                                                                 | Mr. Parentheses                                     | Voz 11 episodios                                                      |
| 1998–1999 | Recess                                                                   | Galileo                                             | Voz 2 episodios                                                       |
| 1998      | The Angry Beavers                                                        | Spanque                                             | Voz Episodio: "Open Wide for Zombies/Dumbwaiters"                     |
| 1999–2000 | Suddenly Susan                                                           | Ian Maxtone-Graham                                  | 22 episodios                                                          |
| 2000      | Buzz Lightyear of Star Command                                           | Guzelian                                            | Voz Episodio: "War and Peace and War"                                 |
| 2001–2002 | House of Mouse                                                           | Pluto Angel                                         | Voz 2 episodios                                                       |
| 2002      | MADtv                                                                    | Zookeeper                                           | Episodio: "#8.18"                                                     |
| 2002      | The Rutles 2: Can't Buy Me Lunch                                         | Narrador / Dirk McQuickly / Lady Beth Mouse-Peddler | Telefilme; también guionista, director y productor                    |
| 2002      | The Scream Team                                                          | Coffin Ed                                           | Película de televisión                                                |
| 2003–2012 | Los Simpsons                                                             | Declan Desmond                                      | Voz 4 episodios                                                       |
| 2003      | National Lampoon's Christmas Vacation 2: Cousin Eddie's Island Adventure | Pasajero de avión                                   | Película de televisión                                                |
| 2004–2005 | Super Robot Monkey Team Hyperforce Go!                                   | Scrapperton                                         | Voz 3 episodios                                                       |
| 2016      | The Entire Universe                                                      | Él mismo (invitado)                                 | Especial de televisión; también guionista                             |

### Videojuegos
| Año  | Título                                      | Papel          | Notas                             |
| ---- | ------------------------------------------- | -------------- | --------------------------------- |
| 1995 | Discworld                                   | Rincewind      | Voz                               |
| 1996 | Discworld II: Missing Presumed...!?         | Rincewind      | Voz                               |
| 1996 | Monty Python & the Quest for the Holy Grail | Varios papeles | Voz También productor y guionista |
| 1997 | Monty Python's The Meaning of Life          | Varios papeles | Voz                               |

### Teatro
| Año  | Título                                    | Papel          | Notas |
| ---- | ----------------------------------------- | -------------- | --- |
| 2004 | Spamalot                                  |                | Guionista y letrista Tony Award for Best Musical Drama Desk Award for Outstanding Lyrics Grammy Award for Best Musical Theater Album Nominado—Tony Award for Best Book of a Musical Nominado—Tony Award for Best Original Score Nominado—Drama Desk Award for Outstanding Book of a Musical |
| 2007 | Not the Messiah (He's a Very Naughty Boy) | Varios papeles | También guionista |
| 2009 | An Evening Without Monty Python           |                | Director |
| 2012 | What About Dick?                          | Piano          | También guionista y codirector |
| 2014 | Monty Python Live (Mostly)                | Varios papeles | También coguionista y director |